# Ulica Henryka Siemiradzkiego w Poznaniu
Ulica Henryka Siemiradzkiego – ulica na poznańskim Łazarzu, na obszarze jednostki pomocniczej Osiedle Św. Łazarz, prowadząca ze wschodu na zachód od ul. Matejki do ul. Ułańskiej. Jej kolejne przecznice to ul. Chełmońskiego i ul. Kossaka.
Nazwa upamiętnia malarza Henryka Siemiradzkiego. Jeszcze w 1898 r. pusty obszar należał do dr. Heliodora Święcickiego i Bolesława Wicherkiewicza. Została wytyczona w 1903 r. na terenie tzw. (niem.) Johow-Gelände, terenów wytyczonych obok dzisiejszego Parku Wilsona pod luksusową zabudowę mieszkaniową, należących głównie do architekta Maxa Johowa, a skupionych wzdłuż ul. Matejki. Do 1919 r. ulica nosiła nazwę niem. Linnèstrasse (ul. Lineusza).
Przed I wojną światową wzniesiono zaledwie dwie narożne kamienice przy ul. Matejki, oraz po jednej na rogu ul. Chełmońskiego (dom należący do budowniczego Franciszka Rotnickiego z 1902 r.) i Kossaka. Większa część pozostałej zabudowy pochodzi z lat 30. XX w., budynki nr 6–7 i 9 z lat okupacji niemieckiej podczas II wojny światowej. W domu pod nr. 7 (dawniej nr 8), należącym do Polskiego Towarzystwa Ewangelickiego, do 1939 r. mieszkał ks. Gustaw Manitius.